# Odesia pulchripes
Odesia pulchripes är en stekelart som beskrevs av Szepligeti 1914. Odesia pulchripes ingår i släktet Odesia och familjen bracksteklar. Utöver nominatformen finns också underarten O. p. braunsi.